# Seamus McDonagh
Seamus McDonagh (Rotherham, 6 ottobre 1952) è un allenatore di calcio ed ex calciatore irlandese, di ruolo portiere, attuale preparatore dei portieri al Mansfield Town.

## Palmarès

### Giocatore

#### Competizioni nazionali
- Second Division: 1

Bolton: 1977-1978